# سيسيل بيرس
سيسيل بيرس (بالإنجليزية: Cecil Pearce) هو مجدف أسترالي، ولد في 5 مايو 1914، وتوفي في 27 مارس 2002 في Balmain, New South Wales ‏ في أستراليا.

## وصلات خارجية
- سيسيل بيرس على موقع الاتحاد الدولي للتجديف (الإنجليزية)
- سيسيل بيرس على موقع اللجنة الأولمبية الدولية (الإنجليزية)
- سيسيل بيرس على موقع أوليمبيديا (الإنجليزية)
- سيسيل بيرس على موقع اللجنة الأولمبية الأسترالية (الإنجليزية)
- سيسيل بيرس على موقع اتحاد ألعاب الكومنولث (مؤرشف) (الإنجليزية)